# Byrsonima lucida
Byrsonima lucida är en tvåhjärtbladig växtart som först beskrevs av Philip Miller, och fick sitt nu gällande namn av Dc.. Byrsonima lucida ingår i släktet Byrsonima och familjen Malpighiaceae. Inga underarter finns listade i Catalogue of Life.

## Bildgalleri